# Уч-Булак (Баткенская область)
Уч-Булак (кирг. Үч-Булак) — село в Лейлекском районе Баткенской области Кыргызстана. Входит в состав Кен-Талааского айылного аймака.

## География
Село расположено в западной части области, на расстоянии приблизительно 31 километра (по прямой) к северо-востоку от города Раззакова, административного центра района. Абсолютная высота — 1159 метров над уровнем моря.

## История
До 1 января 2023 года село носило название Чурбек.

## Население
Согласно оценочным данным Национального статистического комитета Кыргызской Республики, численность населения села на начало 2023 года составляла 1097 человек.
| год     | 2009 | 2014 | 2015 | 2020 | 2021 | 2023 |
| ------- | ---- | ---- | ---- | ---- | ---- | ---- |
| человек | 926  | 1229 | 1194 | 1069 | 1085 | 1097 |